# Phare de Punta Prat
Le phare de Punta Prat (en espagnol : Faro Punta Prat) est un phare actif situé sur l'île Robert (Territoire chilien de l'Antarctique), faisant partie de la région de Magallanes et de l'Antarctique chilien au Chili.
Il est géré par le Service hydrographique et océanographique de la marine chilienne dépendant de la Marine chilienne.

## Histoire
L'île Robert fait partie des îles Shetland du Sud. Le Chili dispose d'une base scientifique d'été, la base Luis Risopatrón. 
Le phare situe sur Punta Prat au sud de l'île Robert et au sud-ouest de l'île du Roi-George. Il guide les navires vers la base chilienne Luis Risopatrón. Il est sous la responsabilité de l' Instituto Antártico Chileno (en).

## Description
Le phare est une tour cylindrique en fibre de verre, soutenant une balise de 3 m de haut. La tour est peinte en bandes jaunes et orange. Il émet, à une hauteur focale de 25 m, un éclat blanc par période de 10 secondes. Sa portée n'est pas connue.
Identifiant : Amirauté : G1386 - NGA : 111-2732 .

### Lien connexe
- Liste des phares du Chili